# 莫里耶尔莱萨维尼翁
莫里耶尔-莱萨维尼翁（法語：Morières-lès-Avignon，法語發音：[mɔʁjɛʁ lɛ.z‿aviɲɔ̃]，意为“阿维尼翁附近的莫里耶尔”）是法国普罗旺斯-阿尔卑斯-蓝色海岸大区沃克吕兹省的一个市镇，位于该省西南部，省会阿维尼翁市区东北，属于阿维尼翁区和大阿维尼翁城市圈公共社区。

## 地理
莫里耶尔-莱萨维尼翁（43°56'30"N, 4°54'17"E）面积10.35 平方千米，位于法国普罗旺斯-阿尔卑斯-蓝色海岸大区沃克吕兹省，该省份为法国东南部内陆省份，北起德龙省，西北接阿尔代什省，西接加尔省，南至罗讷河口省，东南角与瓦尔省接壤，东临上普罗旺斯阿尔卑斯省。
与莫里耶尔-莱萨维尼翁接壤的市镇（或旧市镇、城区）包括：亞維農、迪朗斯河畔科蒙、加达涅新堡、圣萨蒂南-莱萨维尼翁、沃代讷、勒蓬泰。
莫里耶尔-莱萨维尼翁的时区为UTC+01:00、UTC+02:00（夏令时）。

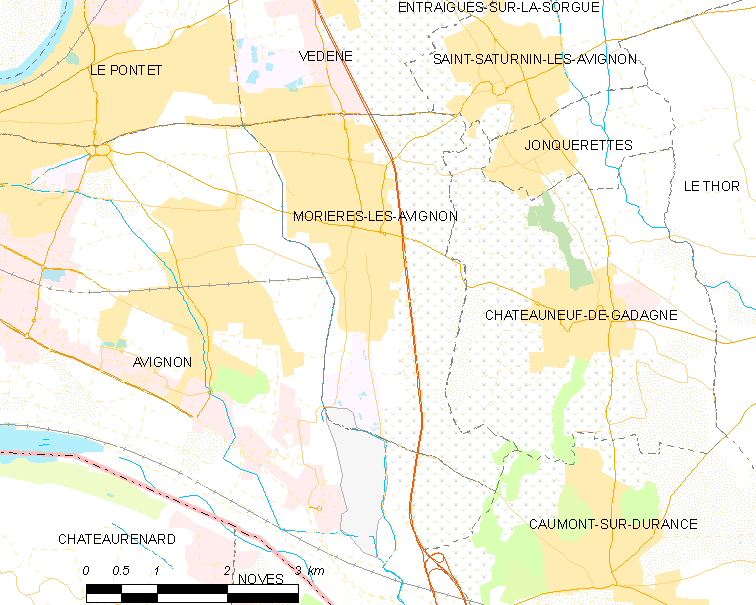
莫里耶尔-莱萨维尼翁的OSM定位图

## 行政
莫里耶尔-莱萨维尼翁的邮政编码为84310，INSEE市镇编码为84081。

## 政治
莫里耶尔-莱萨维尼翁所属的省级选区为阿维尼翁第三县。

## 人口

1962-2008年间莫里耶尔-莱萨维尼翁人口变化图示

莫里耶尔-莱萨维尼翁于2022年1月1日时的人口数量为8996人。